# П. Д. Джеймс
Филис Дороти Джеймс (на английски: Phyllis Dorothy James), баронеса Джеймс от Холанд Парк, е английска писателка на произведения в жанра криминален роман, трилър, дистопична научна фантастика и документалистика. Пише под псевдонима П. Д. Джеймс (на английски: P. D. James). Нейният възход към славата се дължи на поредицата ѝ от детективски романи, включващи полицейския инспектор и поет Адам Далглиш.

## Биография и творчество
Филис Дороти Джеймс е родена на 3 август 1920 г. в Оксфорд, Англия, в семейството на данъчния инспектор Сидни Джеймс и Дороти Мери, като е най-голямото от трите деца. Учи в Британското училище в Лъдлоу и в гимназията за момичета в Кеймбридж. Майка ѝ постъпва в психиатрична болница, когато Филис е в средата на тийнейджърските си години. Напуска училище на 16-годишна възраст, за да работи и да се грижи за по-малките си сестра и брат. Работи в данъчната служба в Или в продължение на три години, по-късно си намира работа като помощник сценичен ръководител във Фестивалния театър в Кеймбридж, а от 1940 г. работи към Националната здравна служба.
На 8 август 1941 г. се омъжва за военния лекар Ърнест Конър Бантри Уайт, с когото имат две дъщери, Клеър и Джейн. По време на Втората световна война работи като медицинска сестра към Червения кръст и в Министерството на храните. Съпругът ѝ се връща от войната психично болен и е институционализиран. За дъщерите ѝ се грижат предимно родителите на съпруга ѝ и тя следва болнична администрация. В периода 1949 – 1968 г. работи за болничен съвет в Лондон. Съпругът ѝ умира на 5 август 1964 г. След това тя кандидатства в Министерството на вътрешните работи и заема длъжности като държавен служител в няколко отдела на министерството, включително в наказателния отдел и в отдела за криминална политика. Пенсионира се през 1979 г. и се посвещава на писателската си кариера.
Започва да пише в средата на 50-те години, използвайки моминското си име. Първият ѝ роман „Убийството на прислужницата“ от емблематичната ѝ поредица „Инспектор Адам Далглиш“ е издаден през 1962 г. Младата и красива прислужница Сали Джъп е удушена в леглото си, а вратата ѝ е здраво залостена отвътре. Хладнокръвният инспектор Адам Далглиш от Скотланд Ярд поема разследването в богаташкия дом пълен със заподозрени, всеки, от които има мотив. Романът става бестселър и я прави известна. През 1985 г. романът е екранизиран в телевизионен минисериал с участието на Рой Марсдън и Филис Калвърт.
Следват още 13 романа от поредицата с инспектора поет Далглиш, в които освен истории за престъпленията, които разследва, се описва и неговото личностно и професионално развитие. Много от криминалните ѝ романи се развиват на фона на бюрокрациите във Великобритания, като системата на наказателното правосъдие и Националната здравна служба. Голяма част от романите от поредицата са екранизирани във филми и минисериали. Някои от тях, като „Загадката на клиника „Стийн“ и „Невъзможни причини“ са с участието на Рой Марсдън, а в други, като Death in Holy Orders и The Murder Room, ролята на инспектор Далглиш се изпълнява от Мартин Шоу, или от Бърти Карвел в сериала Dalgliesh.
Освен с поредицата „Инспектор Адам Далглиш“ тя е известна и със самостоятелните романи като дистопичния „Децата на хората“ от 1992 г., който е в основата на едноименния филм от 2006 г. с участието на Клайв Оуен, Джулиан Мур и Майкъл Кейн, и като „Смърт в Пембърли“ от 2011 г. (продължение на „Гордост и предразсъдъци“), който е екранизиран през 2013 г. в едноименния минисериал с участието на Матю Рис и Ана Максуел Мартин.
Авторка е и на кратката поредица „Корделия Грей“. Първият роман от поредицата, An Unsuitable Job for a Woman (Неподходяща работа за жена), е издаден през 1972 г. В историята новата частна детективка Корделия Грей е наета да разследва самоубийството на красивия студент от Кеймбридж Марк Календър, намерен обесен със слаба следа от червило на устата, но разследването я води до следа от тайни и грехове, и силния полъх на убийство. Романът е и първото ѝ произведения, което е екранизирано през 1982 г. в едноименния филм с участието на Пипа Гуард, Били Уайтлоу и Пол Фрийман, а през 1997 – 1999 г. е направен телевизионен минисериал с участието на Хелън Баксендейл, Анет Кросби и Розмари Лийч.
За произведенията си е удостоена с различни награди – получава наградата „Сребърен кинжал“ на Асоциацията на писателите на криминални романи и наградата „Едгар“ в САЩ. През 1987 г. е удостоена с наградата „Диамантен кинжал“ за цялостно творчество, а през 1999 г. е обявена за „Велик майстор“ от Асоциацията на писателите на трилъри на Америка. Тя е носителка на почетни докторски степени по литература от Бъкингамски университет (1992), Лондонския университет (1993), Университета на Хартфордшър (1994), Университета на Глазгоу (1995), Университета на Есекс (1996), Университета на Дърам (1999) и Университета на Портсмут (1999). Член е на Кралското литературно дружество и Кралското дружество на изкуствата. В периода 1997 – 2013 г. е президент на Дружеството на писателите. През 1983 г. е удостоена с отличието Офицер на Ордена на Британската империя, а през 1991 г. кралица Елизабет II ѝ дава благородническа титла – баронеса Джеймс от Холанд Парк.
Филис Дороти Джеймс умира на 27 ноември 2014 г. в Оксфорд.

## Произведения

### Самостоятелни романи
- Innocent Blood (1980)[1][2][3][7]
- The Children of Men (1992) – награда „Део Глория“[6]
- Death Comes to Pemberley (2011)

### Поредица „Инспектор Адам Далглиш“ (Inspector Adam Dalgliesh)
1. Cover Her Face (1962)[1][2][3][7]
Убийството на прислужницата, изд.: „Сиела“, София (2019), прев. Ваня Томова
2. A Mind to Murder (1963)
Загадката на клиника „Стийн“, изд.: „Сиела“, София (2020), прев. Явор Недев
3. Unnatural Causes (1967)
Невъзможни причини, изд. „Андина“ Варна (1993), прев. Симон Воскинарян
Смъртта на писателя, изд.: „Сиела“, София (2020), прев. Симон Воскинарян
4. Shroud for a Nightingale (1971) – награда „Сребърен кинжал“[8]
5. The Black Tower (1975) – награда „Сребърен кинжал“
6. Death of an Expert Witness (1977)
7. A Taste for Death (1986) – награда „Макавити“, награда „Сребърен кинжал“
8. Devices and Desires (1989)
9. Original Sin (1994)
10. A Certain Justice (1997)
11. Death in Holy Orders (2001)
12. The Murder Room (2003)
13. The Lighthouse (2005)
14. The Private Patient (2008)
Убийство в Дорсет, изд.: ИК „Прозорец“, София (2010), прев. Йорданка Пенкова

### Поредица „Корделия Грей“ (Cordelia Gray)
1. An Unsuitable Job for a Woman (1972)[1][2][3][4]
2. The Skull Beneath the Skin (1982)

### Новели
- The Victim (2019)
- The Part-Time Job (2020)

### Разкази
- Murder, 1986 (1970)[1]
- The Mistletoe Murder (1998)

### Сборници
- Nursing Stories (1979) – с Моника Дикенс, Ричард Гордън, Ърнест Хемингуей, Ръдиард Киплинг, Едгар Алън По и Лев Толстой[1]
- Tales of Obsession (1994) – с Джоан Хес, Патриша Хайсмит, Еван Хънтър, Синтия Менсън, Нанси Пикард, Рут Рендъл и Лорънс Трийт
- Crime Writers: A Decade of Crime (2013) – с Марк Билингам, Ан Клийвс, Харлан Коубън, Вал Макдърмид и Стив Мосби
- The Mistletoe Murder (2016)
- Sleep No More (2017)

### Документалистика
- The Maul and the Pear Tree (1971) – с Т.А.Кричли, за убийствата на магистрала Ратклиф от 1811 г.[1][3]
- Time to Be in Earnest (1999) – мемоари[5]
- Talking about Detective Fiction (2009) – награда „Антъни“

### Екранизации
- 1982 An Unsuitable Job for a Woman – филм
- 1983 Death of an Expert Witness – тв минисериал, 7 серии
- 1984 Shroud for a Nightingale – тв минисериал, 5 серии
- 1985 Cover Her Face – тв минисериал, 6 серии
- 1985 The Black Tower – тв минисериал, 5 серии
- 1988 A Taste for Death – тв минисериал, 6 серии
- 1991 Devices and Desires – тв минисериал, 6 серии
- 1993 Unnatural Causes – тв филм
- 1995 A Mind to Murder – тв филм
- 1997 Original Sin – тв минисериал, 3 серии
- 1998 A Certain Justice – тв минисериал, 3 серии
- 1997 – 1999 An Unsuitable Job for a Woman – тв сериал, 4 серии
- 2003 Death in Holy Orders – тв минисериал, 26 серии
- 2005 The Murder Room – тв минисериал, 2 серии
- 2006 Децата на хората, Children of Men – по романа The Children of Men
- 2013 Смъртта идва в Пембърли, Death Comes to Pemberley – тв минисериал, 3 серии
- 2021 Инспектор Далглиш, Dalgliesh – тв минисериал, 6 серии